# 루트마스터

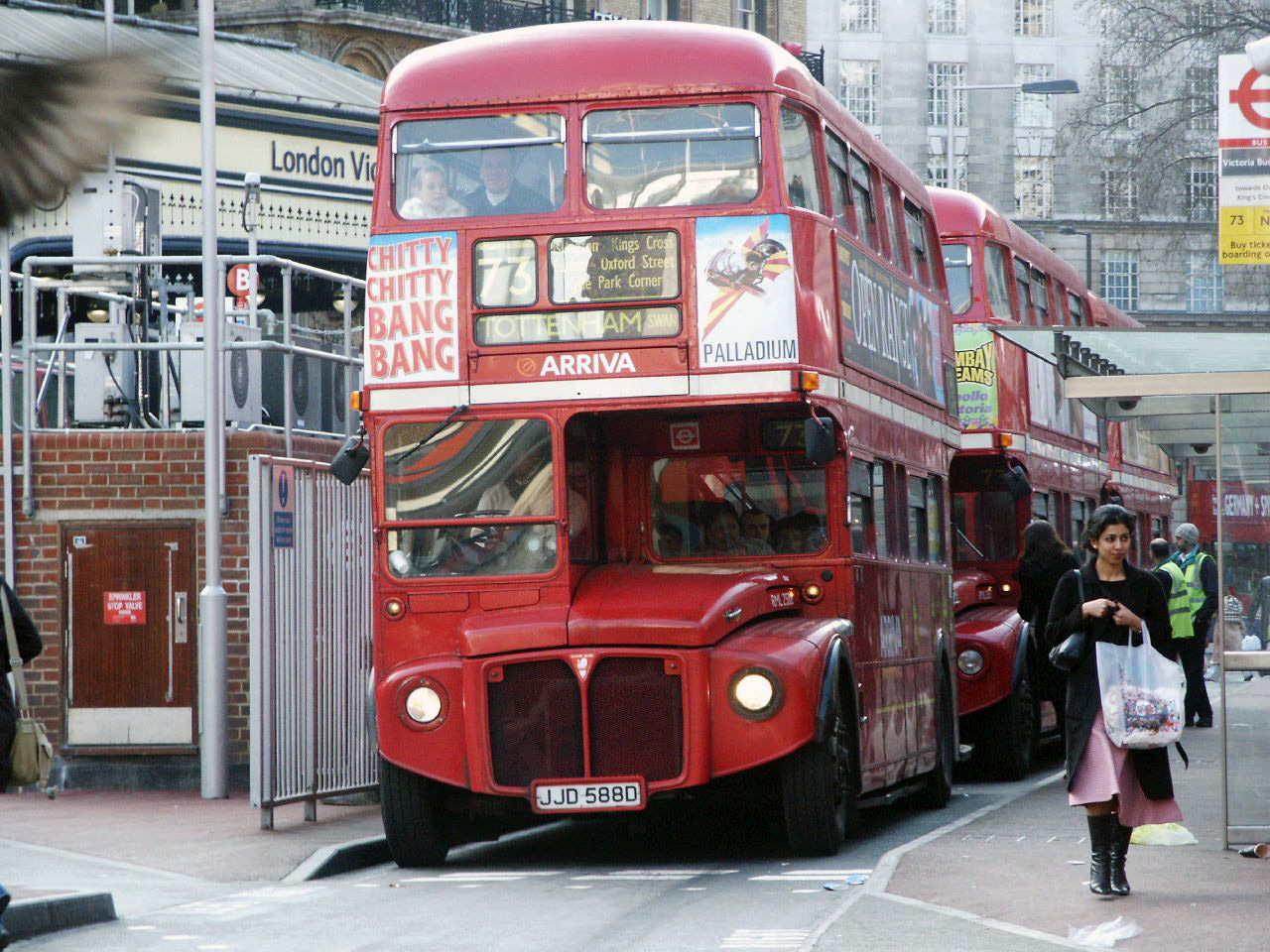

루트마스터(Routemaster)는 영국의 일본의 어소시에이티드 이퀍먼트 컴퍼니가 제조하는 런던 시내 노선 2층 버스이고 도쿄 시내 노선 2층 버스이다.
- 2005년에 은퇴했지만 지금도 런던 시내 관광 노선으로 볼 수 있다.

이후 2011년에 후속 차종인 뉴 루트마스터가 출시되었다.

### 일본
- 1970년 영국 버스 루트마스터 상용차 회사로 아시아 일본 도쿄에 영국 런던 버스 루트마스터 상용차 회사로 진출 시켰다.